# Сосна (урочище)
Уро́чище Сосна́ — лісове урочище, колишній лісовий заказник місцевого значення.

## Розташування
Розташоване у Краматорському районі Донецької області. Координати: 48° 53' 47" північної широти, 37° 41' 41" східної довготи.

## Історія
Статус заказника присвоєно рішенням облвиконкому № 276 від 27 червня 1984. У 2008 році на пленарному засіданні 18 сесії Донецької обласної ради розглядалося питання про скасування статусу лісового заказника місцевого значення «Урочище Сосна» і статус заказника було скасовано.
Урочище Сосна входить до складу Національного природного парку «Святі гори».

## Загальна характеристика
Площа урочища — 527 га. Входить в Маяцьке лісництво. Являє собою соснові насадження штучного походження, вік яких понад 50 років.